# Conopyge tolimana
Conopyge tolimana är en stekelart som beskrevs av Embrik Strand 1921. Conopyge tolimana ingår i släktet Conopyge och familjen brokparasitsteklar. Inga underarter finns listade i Catalogue of Life.